# Friendsville (Tennessee)
Friendsville ist eine Kleinstadt (mit dem Status „City“) im Blount County im US-amerikanischen Bundesstaat Tennessee. Das U.S. Census Bureau hat bei der Volkszählung 2020 eine Einwohnerzahl von 896 ermittelt.
Friendsville liegt in der Knoxville Metropolitan Area, der Metropolregion um die Stadt Knoxville.

## Geografie
Friendsville liegt im Osten Tennessees am oberen Tennessee River, der über den Ohio zum Stromgebiet des Mississippi gehört.
Die geografischen Koordinaten von Friendsville sind 35°45′37″ nördlicher Breite und 84°08′09″ westlicher Länge. Das Stadtgebiet erstreckt sich über eine Fläche von 7,8 km².
Nachbarorte von Friendsville sind Louisville (11,6 km nordöstlich), Maryville (16 km östlich), Alcoa (18,4 km in der gleichen Richtung), Greenback (15,5 km südlich) und Lenoir City (17,6 km westnordwestlich).
Das Stadtzentrum von Knoxville befindet sich (37 km nordöstlich). Die nächstgelegenen weiteren größeren Städte sind Lexington in Kentucky (311 km nordnordwestlich), Charlotte in North Carolina (383 km ostsüdöstlich), Greenville in South Carolina (282 km südöstlich), Atlanta in Georgia (281 km südlich), Chattanooga (163 km südwestlich), Tennessees Hauptstadt Nashville (279 km westlich), Bowling Green in Kentucky (319 km nordwestlich) und Kentuckys größte Stadt Louisville (417 km nordnordwestlich).

## Verkehr
Der U.S. Highway 321 führt in West-Ost-Richtung als Hauptstraße durch Friendsville und trifft im Zentrum auf den südwestlichen Endpunkt der Tennessee State Route 333. Alle weiteren Straßen sind untergeordnete Landstraßen, teils unbefestigte Fahrwege sowie innerörtliche Verbindungsstraßen.
Der nächste Flughafen ist der 18 km nordwestlich gelegene McGhee Tyson Airport von Knoxville.

## Bevölkerung
Nach der Volkszählung im Jahr 2010 lebten in Friendsville 913 Menschen in 368 Haushalten. Die Bevölkerungsdichte betrug 117,1 Einwohner pro Quadratkilometer. In den 368 Haushalten lebten statistisch je 2,48 Personen.
Ethnisch betrachtet setzte sich die Bevölkerung zusammen aus 96,4 Prozent Weißen, 1,0 Prozent Afroamerikanern, 0,1 Prozent (eine Person) amerikanischen Ureinwohnern, 0,3 Prozent Asiaten, 0,1 Prozent Polynesiern sowie 1,0 Prozent aus anderen ethnischen Gruppen; 1,1 Prozent stammten von zwei oder mehr Ethnien ab. Unabhängig von der ethnischen Zugehörigkeit waren 1,6 Prozent der Bevölkerung spanischer oder lateinamerikanischer Abstammung.
19,4 Prozent der Bevölkerung waren unter 18 Jahre alt, 65,7 Prozent waren zwischen 18 und 64 und 14,9 Prozent waren 65 Jahre oder älter. 50,4 Prozent der Bevölkerung waren weiblich.
Das mittlere jährliche Einkommen eines Haushalts lag bei 41.667 USD. Das Pro-Kopf-Einkommen betrug 18.630 USD. 15,9 Prozent der Einwohner lebten unterhalb der Armutsgrenze.